# Mate-Me Por Favor (filme de 2015)
Mate-Me Por Favor é um filme argentino-brasileiro de 2015, dos gêneros suspense e drama, escrito e dirigido por Anita Rocha da Silveira, em sua estreia na direção. Estreou na secção Horizontes na 72a. edição do Festival de Cinema de Veneza, e mais tarde foi premiado por melhor diretor e melhor atriz (Valentina Herszage) em 2015 no Festival do Rio.

## Enredo
Barra da Tijuca, zona Oeste Zona do Rio de Janeiro. Uma onda de assassinos assolam a área. O que começa como uma curiosidade mórbida para a juventude local, lentamente, começa a estragar de distância em suas vidas. Entre elas está Bia, uma menina de quinze anos. Depois de um encontro com a morte, ela vai fazer de tudo para se certificar de que ela está viva.

## Elenco
- Valentina Herszage como Bia
- Dora Freind como Renata
- Mariana de Oliveira como Mariana
- Júlia Roliz como Michele
- Vitor Mayer como Pedro
- Bernardo Marinho como João
- Laryssa Ayres como Amanda
- Carol Baptista como Pastora
- Antara Morri como Nicole
- Rita Pauls como Ana
- Lorena Comparato como Primeira Morta
- Julia Stockler como Camila
- João Pedro Zappa como Lucas
- Vicente Conde como Bernardo
- Francisco Vitti como Príncipe
- Dora de Assis como Garota Fiel

## Prêmios e Indicações
| Ano  | Premiação          | Categoría                   | Indicado           | Resultado | Ref   |
| ---- | ------------------ | --------------------------- | ------------------ | --------- | ----- |
|      | Festival de Veneza | Melhor Atriz - Bisato D'oro | Dora Freind        | Venceu    |       |
| 2015 | Festival do Rio    | Melhor Atriz                | Valentina Herszage | Venceu    | [ 4 ] |